# Dendrobium ornithoflorum
Dendrobium ornithoflorum är en orkidéart som beskrevs av Oakes Ames. Dendrobium ornithoflorum ingår i släktet Dendrobium, och familjen orkidéer.
Artens utbredningsområde är Filippinerna. Inga underarter finns listade i Catalogue of Life.